# Ultra Trail de l'île de Madère
Madeira Island Ultra Trail, ou MIUT est un ultra-trail disputé chaque année en avril. Partant de Porto Moniz et finissant à Machico, la course traverse l'île de Madère au Portugal en 115 km et 6 850 m de dénivelé positif. Établi en 2008 comme une épreuve autonome, elle intègre l'Ultra-Trail World Tour en 2016 pour sa troisième édition,.

## Historique
De 2008 à 2012, le parcours est modifié chaque année. La distance totale reste de 100 km mais le dénivelé positif évolue de 3 300 m à 6 000 m. En 2013, après une dernière évolution, la course fait 115 km avec 6 850 m de dénivelé positif. Les organisateurs décident alors de conserver ce format de course pour les prochaines éditions.
L'édition 2020, initialement prévue le 25 avril, est annulée en raison de la pandémie de Covid-19.

## Palmarès
À noter que l'épreuve 2010 n'a pas eu lieu.

### 2013
| Hommes | Hommes               | Hommes           |  | Femmes | Femmes                  | Femmes           |
| Rang   | Athlète              | Temps            |  | Rang   | Athlète                 | Temps            |
| ------ | -------------------- | ---------------- |  | ------ | ----------------------- | ---------------- |
| 1      | Carlos Sá            | 15 h 07 min 55 s |  | 1      | Nerea Martinez Urruzola | 19 h 15 min 35 s |
| 2      | Armando Teixeira     | 16 h 09 min 41 s |  | 2      | Laëtitia Pibis          | 20 h 57 min 59 s |
| 3      | Nuno Manuel da Silva | 16 h 09 min 42 s |  | 3      | Susana Simões           | 21 h 17 min 45 s |

### 2014
| Hommes | Hommes           | Hommes           |  | Femmes | Femmes                   | Femmes           |
| Rang   | Athlète          | Temps            |  | Rang   | Athlète                  | Temps            |
| ------ | ---------------- | ---------------- |  | ------ | ------------------------ | ---------------- |
| 1      | Julien Chorier   | 15 h 37 min 37 s |  | 1      | Lucinda Dos Santos-Sousa | 20 h 18 min 11 s |
| 2      | Patrick Bohard   | 15 h 46 min 54 s |  | 2      | Denise Zimmermann        | 21 h 22 min 49 s |
| 3      | Armando Teixeira | 16 h 12 min 47 s |  | 3      | Hélène Ogi               | 23 h 44 min 31 s |

### 2015
| Hommes | Hommes         | Hommes           |  | Femmes | Femmes             | Femmes           |
| Rang   | Athlète        | Temps            |  | Rang   | Athlète            | Temps            |
| ------ | -------------- | ---------------- |  | ------ | ------------------ | ---------------- |
| 1      | Luís Fernandes | 14 h 36 min 19 s |  | 1      | Ester Alves-Santos | 18 h 43 min 08 s |
| 2      | Nuno Silva     | 14 h 50 min 34 s |  | 2      | Véronique Chastel  | 19 h 06 min 48 s |
| 3      | Luís Duarte    | 14 h 59 min 09 s |  | 3      | Susana Simões      | 19 h 20 min 20 s |

### 2016
| Hommes | Hommes                | Hommes           |  | Femmes | Femmes            | Femmes           |
| Rang   | Athlète               | Temps            |  | Rang   | Athlète           | Temps            |
| ------ | --------------------- | ---------------- |  | ------ | ----------------- | ---------------- |
| 1      | Zach Miller           | 13 h 53 min 37 s |  | 1      | Caroline Chaverot | 15 h 02 min 13 s |
| 2      | Tofol Castañer Bernat | 14 h 14 min 03 s |  | 2      | Andrea Huser      | 16 h 24 min 04 s |
| 3      | Sébastien Camus       | 14 h 20 min 03 s |  | 3      | Émilie Lecomte    | 17 h 57 min 35 s |

### 2017
| Hommes | Hommes           | Hommes           |  | Femmes | Femmes       | Femmes           |
| Rang   | Athlète          | Temps            |  | Rang   | Athlète      | Temps            |
| ------ | ---------------- | ---------------- |  | ------ | ------------ | ---------------- |
| 1      | François D'Haene | 13 h 05 min 44 s |  | 1      | Andrea Huser | 16 h 30 min 47 s |
| 2      | Pau Capell       | 13 h 28 min 01 s |  | 2      | Beth Pascall | 17 h 11 min 49 s |
| 3      | Xavier Thévenard | 13 h 42 min 16 s |  | 3      | Lisa Borzani | 18 h 19 min 10 s |

### 2018
| Hommes | Hommes                 | Hommes           |  | Femmes | Femmes            | Femmes           |
| Rang   | Athlète                | Temps            |  | Rang   | Athlète           | Temps            |
| ------ | ---------------------- | ---------------- |  | ------ | ----------------- | ---------------- |
| 1      | Andris Ronimoiss       | 13 h 57 min 10 s |  | 1      | Mimmi Kotka       | 15 h 51 min 31 s |
| 2      | Aurélien Dunand-Pallaz | 14 h 19 min 05 s |  | 2      | Audrey Bassac     | 18 h 23 min 16 s |
| 3      | Jordi Gamito           | 14 h 22 min 28 s |  | 3      | Juliette Blanchet | 18 h 38 min 46 s |

### 2019
| Hommes | Hommes           | Hommes           |  | Femmes | Femmes             | Femmes           |
| Rang   | Athlète          | Temps            |  | Rang   | Athlète            | Temps            |
| ------ | ---------------- | ---------------- |  | ------ | ------------------ | ---------------- |
| 1      | François D'Haene | 13 h 49 min 36 s |  | 1      | Courtney Dauwalter | 15 h 17 min 05 s |
| 2      | Diego Pazos      | 14 h 13 min 59 s |  | 2      | Katie Schide       | 15 h 43 min 43 s |
| 3      | Tim Tollefson    | 14 h 36 min 18 s |  | 3      | Audrey Tanguy      | 16 h 10 min 59 s |

### 2021
| Hommes | Hommes                | Hommes           |  | Femmes | Femmes             | Femmes           |
| Rang   | Athlète               | Temps            |  | Rang   | Athlète            | Temps            |
| ------ | --------------------- | ---------------- |  | ------ | ------------------ | ---------------- |
| 1      | Hannes Namberger      | 14 h 06 min 36 s |  | 1      | Hillary Allen      | 17 h 18 min 26 s |
| 2      | Dmitry Mityaev        | 14 h 41 min 49 s |  | 2      | Kirsten Amundsgård | 17 h 57 min 17 s |
| 3      | Jean-Philippe Tschumi | 14 h 49 min 28 s |  | 3      | Ekaterina Mityaeva | 17 h 58 min 55 s |

### 2022
| Hommes | Hommes                | Hommes           |  | Femmes | Femmes             | Femmes           |
| Rang   | Athlète               | Temps            |  | Rang   | Athlète            | Temps            |
| ------ | --------------------- | ---------------- |  | ------ | ------------------ | ---------------- |
| 1      | Jim Walmsley          | 12 h 58 min 14 s |  | 1      | Courtney Dauwalter | 14 h 40 min 35 s |
| 2      | Thibaut Garrivier     | 13 h 24 min 58 s |  | 2      | Audrey Tanguy      | 16 h 15 min 17 s |
| 3      | Jean-Philippe Tschumi | 13 h 38 min 55 s |  | 3      | Kathrin Götz       | 16 h 39 min 11 s |

### 2023
| Hommes | Hommes           | Hommes           |  | Femmes | Femmes        | Femmes           |
| Rang   | Athlète          | Temps            |  | Rang   | Athlète       | Temps            |
| ------ | ---------------- | ---------------- |  | ------ | ------------- | ---------------- |
| 1      | Lambert Santelli | 14 h 01 min 26 s |  | 1      | Manon Bohard  | 15 h 48 min 58 s |
| 2      | Benoît Girondel  | 14 h 13 min 38 s |  | 2      | Luzia Buehler | 16 h 40 min 11 s |
| 3      | Luís Fernandes   | 14 h 23 min 42 s |  | 3      | Lucie Jamsin  | 16 h 47 min 56 s |

### 2024
| Hommes | Hommes        | Hommes           |  | Femmes | Femmes                    | Femmes           |
| Rang   | Athlète       | Temps            |  | Rang   | Athlète                   | Temps            |
| ------ | ------------- | ---------------- |  | ------ | ------------------------- | ---------------- |
| 1      | Ben Dhiman    | 13 h 42 min 56 s |  | 1      | Martina Valmassoi         | 16 h 14 min 10 s |
| 2      | Martin Kern   | 14 h 15 min 23 s |  | 2      | Anne-Lise Rousset Séguret | 16 h 28 min 27 s |
| 3      | Anthony Costa | 14 h 15 min 40 s |  | 3      | Maite Maiora              | 17 h 12 min 22 s |

### 2025
| Hommes | Hommes               | Hommes           |  | Femmes | Femmes                 | Femmes           |
| Rang   | Athlète              | Temps            |  | Rang   | Athlète                | Temps            |
| ------ | -------------------- | ---------------- |  | ------ | ---------------------- | ---------------- |
| 1      | Paul Cornut-Chauvinc | 12 h 54 min 52 s |  | 1      | Katie Schide           | 14 h 20 min 56 s |
| 2      | Miguel Arsénio       | 13 h 00 min 30 s |  | 2      | Martina Klančnik Potrč | 16 h 58 min 32 s |
| 3      | Raul Butaci          | 13 h 03 min 48 s |  | 3      | Mathilde Dujon         | 18 h 26 min 29 s |

## Records
- Temps
  - Hommes : 12 h 58 min 14 s, Jim Walmsley, 2022
  - Femmes : 14 h 40 min 35 s, Courtney Dauwalter, 2022
- Plus titré(s)
  - Hommes : François D'Haene
  - Femmes : Courtney Dauwalter